# Kanguroszczur reliktowy
Kanguroszczur reliktowy (Potorous gilbertii) – gatunek ssaka z rodziny kanguroszczurowatych (Potoroidae). Endemit południowo-zachodniej Australii, krytycznie zagrożony wyginięciem.

## Taksonomia
Gatunek po raz pierwszy zgodnie z zasadami nazewnictwa binominalnego opisał w 1841 roku angielski przyrodnik John Gould nadając mu nazwę Hypsiprymnus gilbertii. Miejsce typowe to Zatoka Króla Jerzego, Australia Zachodnia, Australia. Holotyp to skóra (sygnatura BMNH 1841.1152) i czaszka w złym stanie (BMNH 46.4.4.47) samicy z kolekcji Muzeum Historii Naturalnej w Londynie; zebrany przez Johna Gilberta.
Autorzy Illustrated Checklist of the Mammals of the World uznają ten gatunek za monotypowy.

### Etymologia
- Potorous: rodzima nazwa Potoroo oznaczająca w Nowej Południowej Walii kanguroszczura[8].
- gilbertii: John Gilbert (1812–1845), angielski taksydermista, przyrodnik, odkrywca, kolekcjoner z Australii z lat 1838–1845[9].

## Zasięg występowania
Zasięg występowania kanguroszczura reliktowego ograniczony jest do pojedynczej populacji w Two Peoples Bay Nature Reserve (Mount Gardner), niedaleko Albany, na dalekim wybrzeżu południowo-zachodniej Australii Zachodniej. Pomyślnie introdukowany na pobliską Bald Island.

## Morfologia
Długość ciała (bez ogona) 28,6–37,1 cm, długość ogona 20–23,6 cm; masa ciała 0,7–1,2 kg. Krótkie szarawobrązowe futro.

## Tryb życia
Gatunek roślinożerny, naziemny, zamieszkuje zarośla, których używa do ukrywania się przed drapieżnikami. Osiąga do 7 lat na wolności i 12 lat w niewoli.

## Status zagrożenia i ochrona
W Czerwonej księdze gatunków zagrożonych Międzynarodowej Unii Ochrony Przyrody i Jej Zasobów został zaliczony do kategorii CR (ang. critically endangered ‘krytycznie zagrożony’). Już w latach 1870. uważano gatunek za wymarły, do czego przyczynić się miały inwazyjne gatunki drapieżników i polowania rdzennych Australijczyków. W 1994 r. odkryto niewielką populację w rezerwacie przyrody Two Peoples Bay Nature Reserve w Australii Zachodniej, który utworzono w 1967 r. po interwencji księcia Filipa w związku z zagrożeniem wymarciem gąszczaka krzykliwego.